# Ragnar Tørnquist

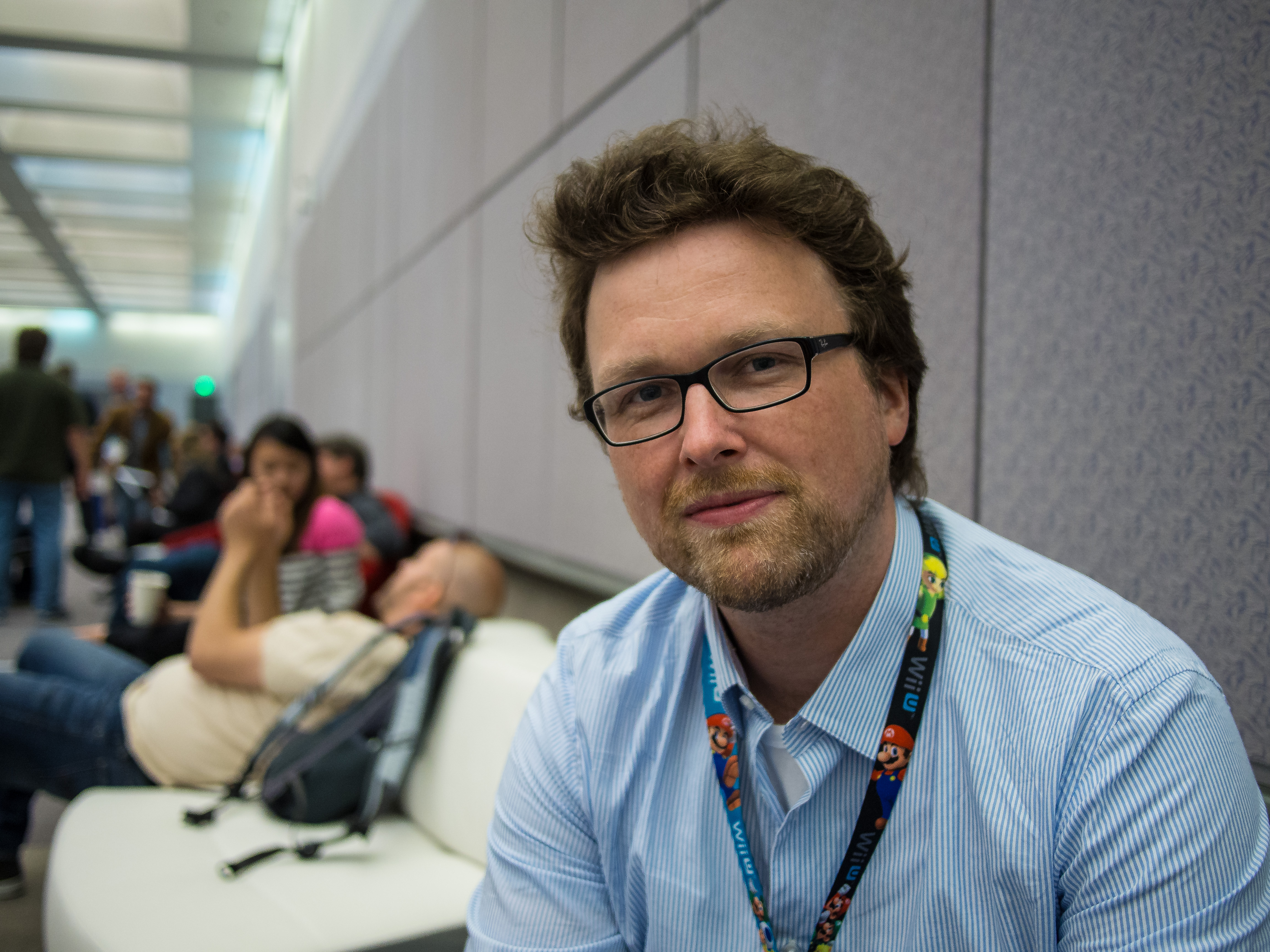
Ragnar Tørnquist auf E3 2013

Ragnar Tørnquist (* 31. Juli 1970 in Oslo) ist ein norwegischer Computerspiel-Designer und -Autor, der für den norwegischen Spieleentwickler und -Publisher Funcom mit Sitz in Oslo tätig war. Im September 2012 gründete er eine eigene Spieleentwickler-Firma unter dem Namen Red Thread Games.

## Biografie

### Ausbildung und Persönliches
Tørnquist studierte Kunst, Geschichte und Englisch an der privaten St.-Clare’s-Universität in Oxford von 1987 bis 1989. Von 1989 bis 1990 studierte er Philosophie und Englisch an der Universität Oslo. Nach seinem Studium besuchte er von 1990 bis 1993 das „Undergraduate Film and Television Department“ der Tisch School of the Arts an der New York University. 
Tørnquist ist verheiratet und Vater einer Tochter.

### Karriere
Nach seinem Abschluss an der NYU arbeitete er ein Jahr lang für den kleinen Spieleentwickler Herbipolis als Grafiker, Animator, Co-Designer und Assistant Producer. Im Jahr 1994 kehrte er nach Oslo zurück und begann seine Tätigkeit bei Funcom als Produzent, Designer, Autor und Level-Editor der Videospiel-Adaption des Films Casper. Mit Anarchy Online war Tornquist als Autor an Funcoms ersten MMORPG beteiligt.
Mit Computerspielen wie Dreamfall: The Longest Journey wollte Tørnquist ein neues Untergenre der zeitgenössischen Adventure-Spiele definieren, das sogenannte „moderne Adventure“. Die Notwendigkeit eines solchen Begriffes entstand nach der Meinung von Tørnquist durch das Aussterben der alten Point-and-Click-Adventures Ende der 1990er: 

“The classic point-and-click ‚graphical adventure‘ is dead… The point of the ‚modern adventure‘ […] is to bring adventure gaming back into the mainstream, and to use technology and gameplay advances to bring the genre forward into the ‚next generation‘”

„Das klassische Point-and-Click-„Grafikadventure“ ist tot… Das Ziel des „modernen Adventures“ […] ist es, Abenteuerspiele wieder in den Mainstream zu bringen und mithilfe von technologischen und spielerischen Fortschritten das Genre in die „nächste Generation“ zu führen.“

Nach Dreamfall verantwortete Tornquist als Projektleiter die Entwicklung des MMORPGs The Secret World. Das ambitionierte Projekt blieb bei Erscheinen 2012 deutlich hinter den Umsatzerwartungen von Funcom zurück. Im selben Jahr gründete er das Entwicklerstudio Red Thread Games, um dort unter Lizenz von Funcom und dank einer erfolgreichen Crowdfunding-Kampagne mit Dreamfall Chapters den dritten Teil seiner Adventure-Reihe zu entwickeln.

## Ludografie

### Produzent/Designer
- Casper (1996)
- Dragonheart: Fire & Steel (1996)
- The Longest Journey (1999)

### Autor/Director
- Anarchy Online (2001)
- Dreamfall: The Longest Journey (2006)
- The Secret World  (2012)
- Dreamfall Chapters (2014)
- Draugen (2019)
- Dustborn (2024)

## Romane
- Ragnar Tørnquist: Prophet Without Honour. Funcom, Oslo 2001, ISBN 978-82-995961-0-7.